# Метод Trim-Away
Метод Trim-Away — это метод быстрой принудительной высокоизбирательной (селективной) деградации эндогенных белков в клетках млекопитающих, который не требует предварительной модификации генома или матричной РНК. Поскольку избирательность метода Trim-Away основана на использовании антител, его можно применять к широкому спектру белков-мишеней с использованием готовых моноклональных антител. Trim-Away позволяет исследовать функцию белка в самых разных типах клеток.
Разработан под началом Мелины Шух в сотрудничестве с Dean Clift.

## Принцип действия
В основе метода лежит использование лигазы убиквитина - TRIM21, которая связывается с высоким сродством с доменом кристаллизующегося фрагмента иммуноглобулина Fc антител. Во время заражения TRIM21 транспортирует систему убиквитин-протеасом к связанным с антителом патогенам, что приводит к их разрушению. Разработаны многочисленные модификации этого метода. 

## PROTAC
Широкое распространение получили также методы PROTAC (PROteolysis TArgeting Chimeras) использующие гетеробифункциональные молекулы, которые соединяют белок подлежащий удалению с E3 убиквитин-лигазой.